# Kerk van Gieten
De hervormde kerk van Gieten is een driezijdig gesloten zaalkerk in de Drentse plaats Gieten, die herbouwd is in het midden van de 19e eeuw.

## Beschrijving
Oorspronkelijk stond er in Gieten een middeleeuwse kerk, die gewijd was aan Maria. Deze kerk werd in de 17e eeuw, vanwege ernstige beschadigingen, herbouwd. De toren van deze kerk werd in 1804 nog verhoogd, maar werd uiteindelijk in 1864 herbouwd. Vijftien jaar eerder, in 1849, was het schip van de kerk al geheel vernieuwd. De twee luiklokken in de kerktoren dateren uit de 16e eeuw. Een van deze klokken werd in 1520 gegoten door Wolter Schonenborch. Tot de monumentale inventaris behoren de 17e-eeuwse preekstoel, twee 18e-eeuwse collegebanken, een smeedijzeren doopbekken, het kerkorgel dat in 1894 werd gemaakt door de Leeuwarder orgelbouwers L. van Dam en Zonen en de rouwkas uit 1742 voor Nicolaas Harmen van Echten, drost van Drenthe, bewoner van de havezate Entinge in Bonnen bij Gieten.
De kerk is vanwege deze inventaris in 1965 erkend als rijksmonument. Ook de kerktoren werd in hetzelfde jaar als afzonderlijk rijksmonument erkend.

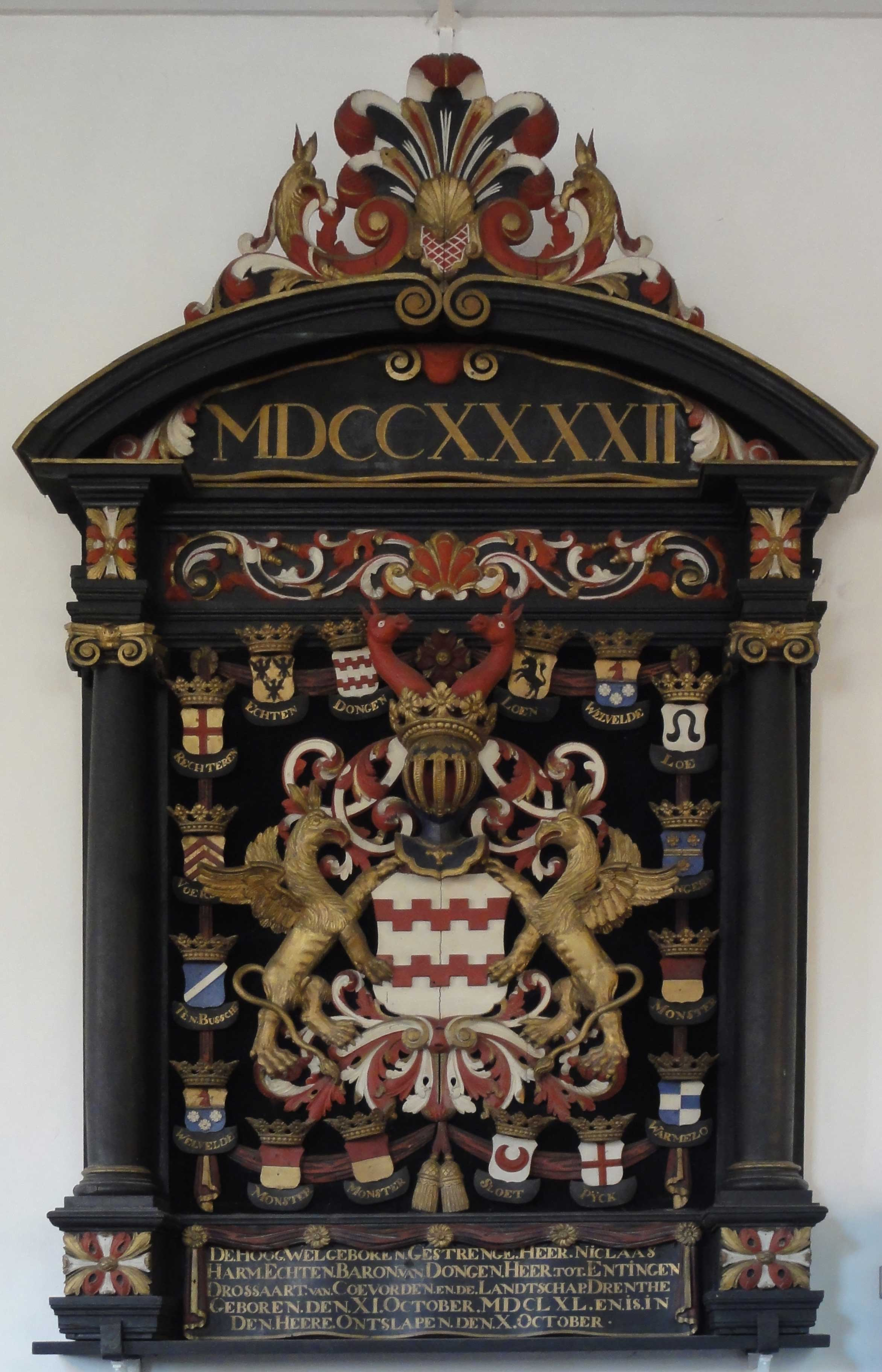
Rouwkas Nicolaas Harmen van Echten